# Rob Punt
Robert Franciscus "Rob" Punt (Alkmaar, 2 december 1957 – Alkmaar, 12 februari 2005) was een Nederlands motorcoureur. In het begin van de jaren tachtig schitterde hij vooral op de Nederlandse stratencircuits, waar hij het opnam tegen coureurs als Jack Middelburg en Boet van Dulmen. Achter deze internationale coureurs was Punt 'the best of the rest'. 
In de GP-wedstrijden kwam Rob Punt net te kort om zich veelvuldig in de punten te rijden. Toch liet de man uit Heiloo met klasseringen tussen de 10e en 15e plaats veel internationale coureurs achter zich, in een tijd dat de 500cc-klasse een sterk bezet rijdersveld had.
De enige keer dat hij in Nederland punten veroverde was tijdens de TT van Assen in 1985 toen hij op zijn 500 cc Suzuki de tiende plaats behaalde. Dit leverde hem dat jaar een 24e plaats in de eindklassering op.
In 1984 en 1985 werd Rob Punt Nederlands kampioen in de Koningsklasse van de wegracesport, de 500cc.
Rob Punt overleed in 2005 op 47-jarige leeftijd. 